# Фраммерсбах
Фраммерсбах (нім. Frammersbach) — громада в Німеччині, знаходиться в землі Баварія. Підпорядковується адміністративному округу Нижня Франконія. Входить до складу району Майн-Шпессарт.
Площа — 19,20 км2. Населення становить 4478 ос. (станом на 31 грудня 2020).